# John Meyendorff
John Meyendorff (17 de fevereiro de 1926 – 22 de julho de 1992) foi um académico ortodoxo, escritor e professor. Nascido na nobreza russa como Ivan Feofilovich Baron von Meyendorff (Иван Феофилович барон фон Мейендорф), ficou conhecido como Jean Meyendorff durante a sua vida em França.
Fr John Meyendorff aposentou-se como Deão do Seminário de São Vladimir em 30 de junho de 1992. Poucas semanas depois, em 22 de julho de 1992, faleceu de cancro do pâncreas.
O seu filho Paul Meyendorff (n. 1950), é presentemente Professor de Teologia Litúrgica no Seminário de São Vladimir.
As obras de Meyendorff incluem ensaios e textos críticos, além de traduções do teólogo bizantino Gregório Palamas (1959), e vários livros sobre teologia.
Algumas obras suas:
- L'église orthodoxe : hier et aujourd'hui, Paris 1960.
- L'orient chrétien et l'essor de la papauté. L'Église de 1071 à 1453, Paris 2001.
- Orthodoxie et catholicité, Paris 1965.